# Neobethelium megacephalum
Neobethelium megacephalum är en skalbaggsart som beskrevs av Blackburn 1894. Neobethelium megacephalum ingår i släktet Neobethelium och familjen långhorningar. Inga underarter finns listade i Catalogue of Life.